# Vasilij Sinajski
Vasilij Serafimovitj Sinajski (ryska: Васи́лий Серафи́мович Сина́йский), född 20 april 1947. Rysk dirigent och pianist.
Chefsdirigent för Malmö symfoniorkester från och med 2007. Var mellan 1991 och 1996 chefsdirigent för Moskvas symfoniorkester. Karriären tog sin början när han vann en guldmedalj i den berömda Karajan-tävlingen i Berlin 1973.